# Schnauder Ø

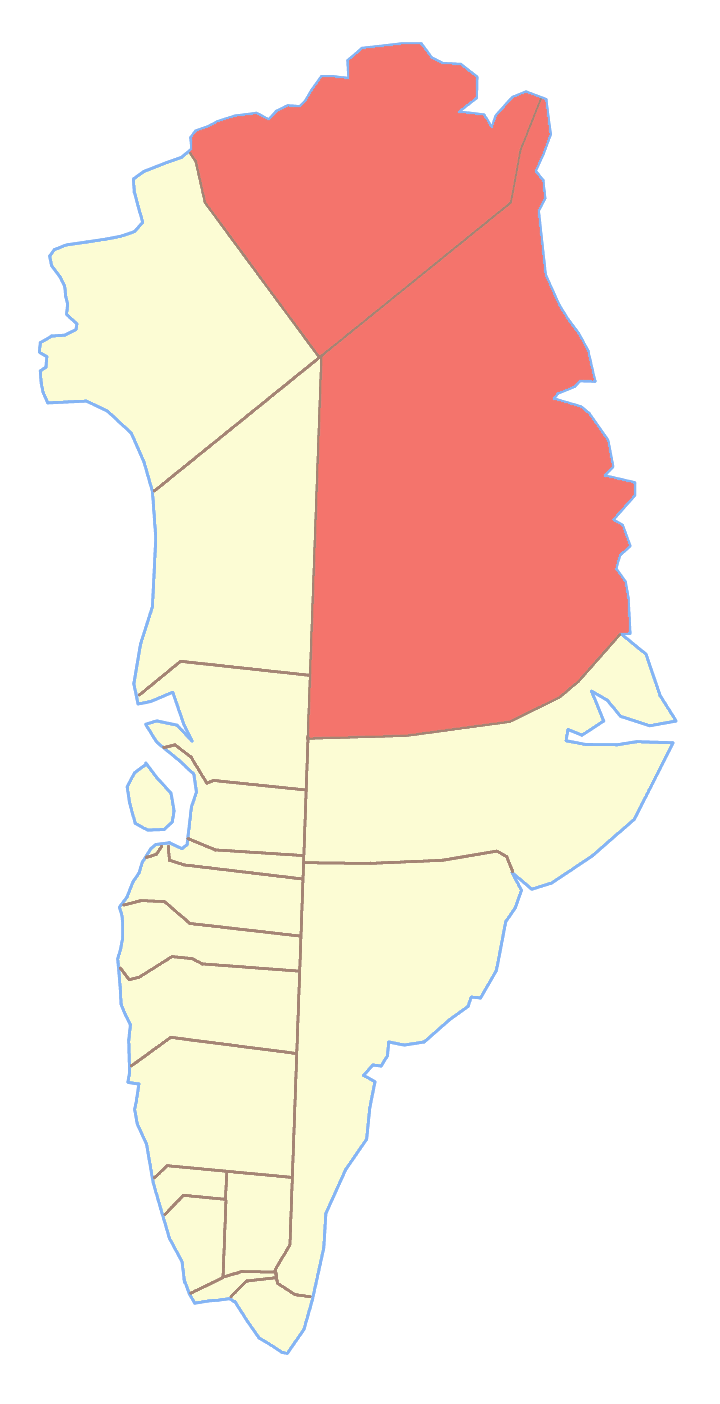
Parco nazionale della Groenlandia nordorientale, dove si trova Schnauder Ø

Schnauder Ø è un'isola disabitata della Groenlandia di 180 km². 
Prima della riforma del 2008 faceva parte della contea della Groenlandia Orientale.
È situata nel Parco nazionale della Groenlandia nordorientale, fuori da qualsiasi comune.